# Two for the Show
Two for the Show es un álbum en vivo de la banda estadounidense de rock progresivo Kansas y fue publicado por Kirshner Records en Estados Unidos, Canadá y Reino Unido en 1978.  Este álbum fue relanzado en 2008 por Legacy/Epic Records en EE. UU. y en Japón por la compañía Sony Music Japan International.
Este álbum fue grabado durante tres conciertos realizados como parte de la gira de Point of Know Return entre 1977 y 1978, siendo así el primer álbum en directo de Kansas.
El arte de portada de Two for the Show está inspirado en la portada de la edición del 6 de abril de 1946 de la revista The Saturday Evening Post, que fue nombrada «The Charwoman» (en español «La sirvienta») y que fue ilustrada por el pintor estadounidense Norman Rockwell.
Two for the Show se colocó en la 32.ª posición de la lista del Billboard 200 estadounidense en 1979, convirtiéndose en el primer álbum en directo de la banda que entra en este listado.  «Lonely Wind» (el cual se encuentra originalmente en el álbum debut homónimo del grupo) fue publicado como sencillo de este álbum en el mismo año. Este sencillo logró ubicarse en el lugar 60.º del Billboard Hot 100.
En Canadá este álbum fue un poco más exitoso que en los Estados Unidos, ya que llegó al puesto 29.º de la lista de los 100 álbumes más populares de la Revista RPM a finales de 1978. «Lonely Wind» alcanzó el 62.º lugar el 3 de marzo de 1979 de los 100 mejores sencillos en este país.
Two for the Show fue certificado disco de platino por la Asociación de la Industria Discográfica de Estados Unidos el 14 de marzo de 1979.
Este disco incluyó una cita en la cual se dedica este álbum a John Hoffert, quien perdió la vista debido a que sufrió un accidente de automóvil:

«El 14 de agosto de 1978, mientras regresábamos a casa después de una presentación, John Hoffert, un chico de 14 años de edad originario de El Paso, Texas, estuvo envuelto en un accidente automovilístico que le costó la pérdida de la vista. Siendo Kansas la última experiencia visual que John tuvo, nosotros le dedicamos este álbum.»
Kansas

El disco es una muestra muy acabada de lo que Kansas producía en directo. La calidad de sonido es muy alta. En la versión de disco compacto del año 2008 se incluyen canciones que no habían sido incluidas en sus anteriores ediciones y realzan la percepción de la música creada e interpretada por el grupo.

## Lista de canciones

### Versión original de 1978

#### Cara A
| Side one |                                        |                                             |               |          |  |
| N.º      | Título                                 | Escritor(es)                                | Voz principal | Duración |  |
| 1.       | «Song for America»                     | Kerry Livgren                               | Steve Walsh   | 7:31     |  |
| 2.       | «Point of Know Return»                 | Steve Walsh / Robby Steinhardt / Phil Ehart | Steve Walsh   | 3:07     |  |
| 3.       | «Paradox»                              | Walsh / Livgren                             | Steve Walsh   | 4:09     |  |
| 4.       | «Icarus - Borne on the Wings of Steel» | Walsh / Livgren                             | Steve Walsh   | 5:58     |  |

#### Cara B
| Side one |                           |                 |               |          |  |
| N.º      | Título                    | Escritor(es)    | Voz principal | Duración |  |
| 1.       | «Portrait (He Knew)»      | Walsh / Livgren | Steve Walsh   | 5:19     |  |
| 2.       | «Carry On Wayward Son»    | Kerry Livgren   | Steve Walsh   | 4:38     |  |
| 3.       | «Journey from Mariabornn» | Kerry Livgren   | Steve Walsh   | 8:55     |  |

#### Cara C
| Side one |                                                                     |                 |                  |          |  |
| N.º      | Título                                                              | Escritor(es)    | Voz principal    | Duración |  |
| 1.       | «Dust in the Wind» (con solo de guitarra acústica de Rich Williams) | Kerry Livgren   | Steve Walsh      | 6:19     |  |
| 2.       | «Lonely Wind» (con solo de piano de Kerry Livgren)                  | Steve Walsh     | Steve Walsh      | 4:29     |  |
| 3.       | «Mysteries and Mayhem»                                              | Walsh / Livgren | Robby Steinhardt | 4:01     |  |
| 4.       | «Excerpt from Lamplight Symphony»                                   | Kerry Livgren   | Steve Walsh      | 2:39     |  |
| 5.       | «The Wall»                                                          | Walsh / Livgren | Steve Walsh      | 4:54     |  |

#### Cara D
| Side one |                     |                                                                  |               |          |  |
| N.º      | Título              | Escritor(es)                                                     | Voz principal | Duración |  |
| 1.       | «Closet Chronicles» | Walsh / Livgren                                                  | Steve Walsh   | 6:55     |  |
| 2.       | «Magnum Opus»       | Walsh / Livgren / Steinhardt / Rich Williams / Dave Hope / Ehart | Steve Walsh   | 11:18    |  |

### Reedición de 1990
Esta reedición incluye todas las canciones de la versión original a excepción de «Closet Chronicles», aunque esta apareció en el disco dos de la reedición remasterizada de 2008.

| Side one |                                                                     |                                                             |                  |          |  |
| N.º      | Título                                                              | Escritor(es)                                                | Voz principal    | Duración |  |
| 1.       | «Song for America»                                                  | Kerry Livgren                                               | Steve Walsh      | 7:31     |  |
| 2.       | «Point of Know Return»                                              | Walsh / Steinhardt / Ehart                                  | Steve Walsh      | 3:07     |  |
| 3.       | «Paradox»                                                           | Walsh / Livgren                                             | Steve Walsh      | 4:09     |  |
| 4.       | «Icarus - Borne on the Wings of Steel»                              | Walsh / Livgren                                             | Steve Walsh      | 5:58     |  |
| 5.       | «Portrait (He Knew)»                                                | Walsh / Livgren                                             | Steve Walsh      | 5:19     |  |
| 6.       | «Carry On Wayward Son»                                              | Kerry Livgren                                               | Steve Walsh      | 4:38     |  |
| 7.       | «Journey from Mariabornn»                                           | Kerry Livgren                                               | Steve Walsh      | 8:55     |  |
| 8.       | «Dust in the Wind» (con solo de guitarra acústica de Rich Williams) | Kerry Livgren                                               | Steve Walsh      | 6:19     |  |
| 9.       | «Lonely Wind» (con solo de piano de Kerry Livgren)                  | Steve Walsh                                                 | Steve Walsh      | 4:29     |  |
| 10.      | «Mysteries and Mayhem»                                              | Walsh / Livgren                                             | Robby Steinhardt | 4:01     |  |
| 11.      | «Excerpt from Lamplight Symphony»                                   | Kerry Livgren                                               | Steve Walsh      | 2:39     |  |
| 12.      | «The Wall»                                                          | Walsh / Livgren                                             | Steve Walsh      | 4:54     |  |
| 13.      | «Magnum Opus»                                                       | Walsh / Livgren / Steinhardt / Williams / Dave Hope / Ehart | Steve Walsh      | 11:18    |  |

### Reedición remasterizada de 2008
Esta reedición fue publicada para celebrar el 30.º aniversario de la banda, la cual consta de dos discos compactos. En el primero aparecen todos los temas de la edición de 1978 a excepción de «Closet Chronicles» que fue añadida en el segundo disco y el segundo contiene 10 canciones que no fueron incluidas en el álbum original debido a las restricciones de espacio en los LP originales.  Los temas «Bringing It Back», «Down the Road», «Cheyenne Anthem» y «Sparks of the Tempest» fueron incluidas en las reediciones de Kansas, Song for America, Leftoverture y Point of Know Return. Al contrario de las canciones antes mencionadas, «Lonely Street» aparece como canción extra en la versión original del álbum en directo Live in the Whisky de 1992.

#### Disco uno
| Side one |                                                                     |                                                             |                    |          |  |
| N.º      | Título                                                              | Escritor(es)                                                | Voz principal      | Duración |  |
| 1.       | «Song for America»                                                  | Kerry Livgren                                               | Steve Walsh        | 7:31     |  |
| 2.       | «Point of Know Return»                                              | Walsh / Steinhardt / Ehart                                  | Steve Walsh        | 3:07     |  |
| 3.       | «Paradox»                                                           | Walsh / Livgren                                             | Steve Walsh        | 4:09     |  |
| 4.       | «Icarus - Borne on the Wings of Steel»                              | Walsh / Livgren                                             | Steve Walsh        | 5:58     |  |
| 5.       | «Portrait (He Knew)»                                                | Walsh / Livgren                                             | Steve Walsh        | 5:19     |  |
| 6.       | «Carry On Wayward Son»                                              | Kerry Livgren                                               | Steve Walsh        | 4:38     |  |
| 7.       | «Journey from Mariabornn»                                           | Kerry Livgren                                               |                    | 8:55     |  |
| 8.       | «Dust in the Wind» (con solo de guitarra acústica de Rich Williams) | Kerry Livgren                                               | Steve Walsh        | 6:19     |  |
| 9.       | «Lonely Wind» (con solo de piano de Kerry Livgren)                  | Steve Walsh                                                 | Steve Walsh        | 4:29     |  |
| 10.      | «Mysteries and Mayhem»                                              | Walsh / Livgren                                             | Walsh / Steinhardt | 4:01     |  |
| 11.      | «Excerpt from Lamplight Symphony»                                   | Kerry Livgren                                               | Steve Walsh        | 2:39     |  |
| 12.      | «The Wall»                                                          | Walsh / Livgren                                             | Steve Walsh        | 4:54     |  |
| 13.      | «Magnum Opus»                                                       | Walsh / Livgren / Steinhardt / Williams / Dave Hope / Ehart | Steve Walsh        | 11:18    |  |

#### Disco dos
| Side one |                                   |                                   |                    |          |  |
| N.º      | Título                            | Escritor(es)                      | Voz principal      | Duración |  |
| 1.       | «Hopelessly Human»                | Kerry Livgren                     | Walsh / Steinhardt | 8:42     |  |
| 2.       | «Child Of Innocence»              | Kerry Livgren                     | Walsh / Steinhardt | 7:47     |  |
| 3.       | «Belexes»                         | Kerry Livgren                     | Steve Walsh        | 4:34     |  |
| 4.       | «Cheyenne Anthem»                 | Kerry Livgren                     | Walsh / Steinhardt | 6:55     |  |
| 5.       | «Lonely Street»                   | Walsh / Livgren / Williams / Hope | Steve Walsh        | 8:20     |  |
| 6.       | «Miracles Out of Nowhere»         | Kerry Livgren                     | Walsh / Steinhardt | 7:59     |  |
| 7.       | «Phil Ehart Drum Solo/The Spider» | Walsh / Ehart                     | Steve Walsh        | 7:41     |  |
| 8.       | «Closet Chronicles»               | Walsh / Livgren                   | Walsh / Steinhardt | 6:55     |  |
| 9.       | «Down The Road»                   | Walsh / Livgren                   | Robby Steinhardt   | 3:44     |  |
| 10.      | «Sparks of the Tempest»           | Walsh / Livgren                   | Robby Steinhardt   | 5:19     |  |
| 11.      | «Bringing It Back»                | J.J. Cale                         | Robby Steinhardt   | 7:07     |  |

## Créditos

### Kansas
- Steve Walsh — voz principal (excepto en las canciones «Bringing It Back», «Down the Road» y «Sparks for the Tempest»), teclados y coros
- Kerry Livgren — guitarra y teclados
- Robby Steinhardt — voz principal (en las canciones «Bringing It Back», «Down the Road» y «Sparks of the Tempest»), co-voz principal (en las canciones «Mysteries and Mayhem», «Hopelessly Human», «Child of Innocence», «Cheyenne Anthem», «Miracles Out of Nowhere» y «Closet Chronicles»), violín y coros
- Rich Williams — guitarra
- Dave Hope — bajo
- Phil Ehart — batería y percusiones

### Equipo de producción
- Kansas — productor y concepto del arte de portada
- Brad Aaron — ingeniero de sonido e ingeniero de sonido asociado
- David Hewitt — ingeniero de sonido y masterizador
- Davey Moire — ingeniero de sonido
- George Marino — masterizador
- Tom Drennon — director de arte
- Jim Barrett — trabajo artístico e ilustraciones
- Terry Ehart — fotógrafo (fotografía en vivo)
- Andy Freeberg — fotógrafo (fotografía en vivo)
- Darryl Pitt — fotógrafo (fotografía en vivo)
- Neal Preston — fotógrafo (fotografía en vivo)
- Raúl Vega — fotógrafo (fotografía del álbum)

## Certificaciones
| País           | Asociación | Certificación | Copias vendidas |
| -------------- | ---------- | ------------- | --------------- |
| Estados Unidos | RIAA       | Platino       | 1.000.000       |

## Listas

### Álbum
| Año  | País           | Lista         | Posición máxima |
| ---- | -------------- | ------------- | --------------- |
| 1978 | Canadá         | Revista RPM   | 29.º            |
| 1979 | Estados Unidos | Billboard 200 | 32.º            |

### Sencillos
| Año  | Sencillo      | País           | Lista             | Posición máxima |
| ---- | ------------- | -------------- | ----------------- | --------------- |
| 1979 | «Lonely Wind» | Canadá         | Revista RPM       | 62.º            |
| 1979 | «Lonely Wind» | Estados Unidos | Billboard Hot 100 | 60.º            |